# Centromerus europaeus
Centromerus europaeus är en spindelart som först beskrevs av Simon 1911.  Centromerus europaeus ingår i släktet Centromerus och familjen täckvävarspindlar. Inga underarter finns listade i Catalogue of Life.